# Carlos Gómez (calciatore 1997)
Carlos Aldair Gómez Urrutia, noto semplicemente come Carlos Gómez (18 settembre 1997), è un calciatore peruviano, portiere dell'Unión Huaral.

## Carriera

### Club
Cresciuto nelle giovanili dell'Alianza Lima, ha esordito fra i professionisti il 21 maggio 2017 con lo Sport Victoria disputando l'incontro di Segunda División vinto 4-1 contro il Serrato Pacasmayo.

### Nazionale
Con la nazionale Under-20 peruviana ha preso parte al Sudamericano Under-20 2017.

## Palmarès

### Club

#### Competizioni nazionali
- Campionato peruviano: 1

Alianza Lima: 2017